# Marian Partyka
Marian Stanisław Partyka – polski samorządowiec, od 1994 roku wójt gminy Baćkowice.

## Życiorys
Mieszka w Nieskurzowie Starym.
Jest wójtem gminy Baćkowice od 1994 roku. W wyborach w 1994 i w 1998 roku został wybrany przez radę gminy, a od wyborów w 2002 przez mieszkańców gminy.
W 2002 roku startował w wyborach na wójta w wyborach bezpośrednich z KW Polskie Stronnictwo Ludowe, w których wygrał w pierwszej turze głosowania, uzyskując 75,84% głosów. W wyborach w 2006 skutecznie ubiegał się o reelekcję (startował z KWW Nasza Gmina Baćkowice), zdobywając 84,6% ważnie oddanych głosów.
Wybory samorządowe w 2010 roku przyniosły mu następne zwycięstwo z wynikiem 82,42%. W wyborach przeprowadzonych 4 lata później zdobył 60,92% poparcia. Następnie, w 2018 roku, kolejny raz został wybrany na wójta, uzyskując 81,12% głosów. W 2024 roku ponownie wygrał z wynikiem 69%.

## Wyniki wyborcze
| Rok  | Komitet wyborczy              | Organ                | Wynik         |
| ---- | ----------------------------- | -------------------- | ------------- |
| 2002 | KW Polskie Stronnictwo Ludowe | wójt gminy Baćkowice | 1657 (75,84%) |
| 2006 | KWW Nasza Gmina Baćkowice     | wójt gminy Baćkowice | 1714 (84,60%) |
| 2010 | KWW Nasza Gmina Baćkowice     | wójt gminy Baćkowice | 1674 (82,42%) |
| 2014 | KWW Nasza Gmina Baćkowice     | wójt gminy Baćkowice | 1509 (60,92%) |
| 2018 | KWW Nasza Gmina Baćkowice     | wójt gminy Baćkowice | 1702 (81,12%) |
| 2024 | KWW Nasza Gmina Baćkowice     | wójt gminy Baćkowice | 1587 (69,00%) |